# When Knighthood Was in Flower
'When Knighthood Was in Flower' és una pel·lícula muda històrica dirigida per Robert G. Vignola i produïda per William Randolph Hearst per tal que fos protagonitzada per Marion Davies. La pel·lícula, basada en la novel·la homònima de Charles Major (1898) i la subseqüent obra de teatre de Paul Kester, es va estrenar el 14 de setembre de 1922. La pel·lícula va costar 1,5 milions de dòlars i no va obtenir gaires beneficis.

## Argument
Enric VIII d'Anglaterra obliga la seva filla Maria a casar-se amb Lluís XII de França com a part d'un tractat de pau però ella està enamorada de Charles Brandon, duc de Suffolk. Maria s'escapa amb el seu estimat però són capturats. Brandon és condemnat a mort però maria accepta casar-se amb Lluis XII si se li perdona la vida. Brandon és condemnat a l'exili però Lluis XII, vell i malalt, mor poc temps després del casament. Després de l'intent fracassat del nebot de Lluis XII, Francesc I, de casar-se amb Maria, finalment es poc casar amb Brandon.

## Repartiment
- Marion Davies (Maria Tudor i de York)
- Forrest Stanley (Charles Brandon)
- Lyn Harding (Enric VIII d'Anglaterra)
- Teresa Maxwell-Conover (Caterina d'Aragó)
- Pedro de Cordoba (duc de Buckingham)
- Ruth Shepley (Lady Jane Bolingbroke)
- Ernest Glendinning as Sir Edwin Caskoden
- Arthur Forrest (Thomas Wolsey)
- Johnny Dooley (Will Sommers)
- William T. Kent (sastre del rei)
- Charles K. Gerrard (Sir Adam Judson)
- Arthur Donaldson (Sir Henry Brandon)
- Downing Clarke (Lord Chamberlain)
- William Norris (Lluís XII de França)
- Macey Harlam (Duc de Longueville)
- William Powell (Francesc I de França)
- George Nash (un aventurer)
- Gustav von Seyffertitz (Grammont)
- Paul Panzer (capità de la guàrdia)
- Flora Finch (comtessa francesa)
- Guy Coombs (seguidor de Buckingham)